# 堀川具信
堀川 具信（ほりかわ とものぶ）は、南北朝時代の公卿。内大臣・堀川具親の三男。官位は従三位・参議、左中将、淳和院別当。

## 経歴
以下、『公卿補任』、『尊卑分脈』の内容に従って記述する。
- 建武2年（1335年）1月、叙爵。
- 康永4年/興国6年（1345年）4月16日、従五位上に昇叙。同年8月16日、左少将に任ぜられる。
- 貞和2年/正平元年（1346年）12月5日、正五位下に昇叙。
- 貞和3年/正平2年（1347年）11月16日、従四位下に昇叙。同月22日、左少将は元の如し。
- 文和2年/正平8年（1353年）4月23日、従四位上に昇叙。
- 文和3年/正平9年（1354年）3月28日、近江権介を兼ねる。同年10月22日、正四位下に昇叙。
- 文和4年/正平10年（1355年）8月13日、左中将に転任。同年12月8日、参議に任ぜられる。左中将は元の如し。
- 延文元年/正平11年（1356年）1月6日、従三位に叙される。同月28日、加賀権守を兼ねる。8月5日、淳和院別当に補される。11月7日、卒去[2]。享年25。

## 系譜
- 父：堀川具親（1294-?）
- 母：不詳
- 妻：不詳
  - 男子：堀川具言 - 堀川具親の養子